# Heinrich Jürs (SS-Mitglied)
Heinrich Jürs (* 17. Januar 1897 in Altona/Elbe; † 28. April 1945 bei Gemeinde Bach/Lechtal) war ein deutscher SS-Gruppenführer, Generalleutnant der Polizei und Generalleutnant der Waffen-SS.

## Leben
Jürs nahm als Soldat am Ersten Weltkrieg teil und wurde mehrfach ausgezeichnet.
Jürs trat zum 1. Juni 1931 der NSDAP bei (Mitgliedsnummer 575.102) und schloss sich auch der SS an (SS-Nummer 11.362). In seiner Funktion als SS-Oberführer kandidierte Jürs auf dem Wahlvorschlag der NSDAP auf dem Listenplatz mit der Nummer 419 bei der Wahl zum Deutschen Reichstag am 29. März 1936, zog aber nicht in den nationalsozialistischen Reichstag ein. Er wohnte damals in Bremen, Osterdeich 87.
Während des Zweiten Weltkrieges wurde er am 21. Juni 1943 zum SS-Gruppenführer ernannt. Er arbeitete im SS-Hauptamt und war Chef der Amtsgruppe B. In dieser Funktion war er unter anderem für den Arbeitseinsatz von italienischen Militärinternierten verantwortlich. Am 27. September 1944 wurde er Divisionskommandeur der 29. Waffen-Grenadier-Division der SS „RONA“ (russische Nr. 1) und erhielt den Auftrag deren Neugliederung innerhalb der deutschen Schutzzone und deren Einsatzleitung im mittelslowakischen Raum. Bereits im darauffolgenden Monat war dieses Unternehmen gescheitert.
Heinrich Jürs wurde wie seine Frau und sein Fahrer auf der Flucht von seiner Jagdhütte im Lechtal/Tirol von zwei Einheimischen erschossen. Sein Grab befindet sich auf dem österreichischen Soldatenfriedhof in Pflach bei Reutte. Auf der 1994 erneuerten Gusstafel seiner Grabstätte Nr. 54 wird Heinrich Jürs als SS-Gruppenführer (SS-GRF) bezeichnet.

## Auszeichnungen
| Jürs SS- und Polizeiränge | Jürs SS- und Polizeiränge                        |
| Datum                     | Rang                                             |
| ------------------------- | ------------------------------------------------ |
| 30. Januar 1933           | SS-Sturmführer                                   |
| 3. September 1934         | SS-Obersturmführer                               |
| 24. Dezember 1934         | SS-Sturmhauptführer                              |
| 12. April 1934            | SS-Sturmbannführer                               |
| 17. Juni 1934             | SS-Obersturmbannführer                           |
| 20. März 1935             | SS-Standartenführer                              |
| 30. Januar 1936           | SS-Oberführer                                    |
| 30. Januar 1939           | SS-Brigadeführer                                 |
| 30. Januar 1942           | Generalmajor der Polizei                         |
| 21. Juni 1943             | SS-Gruppenführer und Generalleutnant der Polizei |
| 1. Juli 1944              | Generalleutnant der Waffen-SS                    |

- Eisernes Kreuz (1914) I. und II. Klasse
- Kriegsverdienstkreuz I. und II. Klasse mit Schwertern
- Verwundetenabzeichen in Schwarz
- Landesorden
- Ehrendegen des Reichsführers SS
- Totenkopfring der SS

## Weblink
- Heinrich Jürs auf www.dws-xip.pl